# Singularity (sistema operativo)
Singularity è un sistema operativo sviluppato da Microsoft.
La versione 1.0 è stata pubblicata nel 2007, il Singularity V1.0 Research Development Kit (RDK) è stato spedito ad un ristretto numero di università.
La versione 2.0 è stata pubblicata e anche resa disponibile al download.
Singularity è un sistema operativo innovativo scritto completamente in C#, quindi in codice gestito anziché nativo. Ciò permette di avere un maggior controllo nell'esecuzione dei programmi (sia a livello utente che a livello kernel) in quanto il codice gestito è considerato a più alto livello del codice nativo. Molte operazioni sono eseguite implicitamente dal .NET Framework che fornisce una Macchina virtuale su cui il codice viene interpretato ed eseguito. Ad esempio, la liberazione della memoria inutilizzata viene eseguita in automatico utilizzando il Garbage Collector. Questa modifica sul tipo di kernel permetterà inoltre, almeno in linea teorica, di avere meno errori gravi nel sistema sia a livello utente (applicativo) che a livello kernel (cuore del sistema operativo). L'utilizzo di un nuovo kernel permette anche di eliminare l'utilizzo delle ormai anziane Windows API, enormemente appesantite nell'interfaccia a causa della necessità di mantenere la retrocompatibilità di versione in versione. Al loro posto verrà utilizzata una nuova interfaccia completamente basata su .NET, accessibile attraverso codice gestito CIL.